# Anne-Cath. Vestly
Anne-Cath. Vestly, eg. Anne-Catharina Vestly, född 15 februari 1920 i Rena, Hedmark fylke, död 15 december 2008 i Mjøndalen, Buskerud fylke, var en norsk barnboksförfattare och skådespelerska. 
Vestly debuterade 1953 med boken Ole Aleksander Fili-bom-bom-bom och utkom med ytterligare ett femtiotal titlar. Flera av dessa har filmatiserats. Vestly skildrade själv sin uppväxt och utveckling i böckerna Lappeteppe fra en barndom (1990) och Nesten et helt menneske (2000). Vestly medverkade efter 1954 i barnprogram i norsk radio och senare även i TV, och hon spelade huvudrollen i två av de filmer som byggde på hennes egna böcker om Mormor og de åtta ungene. Genom åren belönades hon med många priser. 1990 tilldelades Vestly Oslo stads kulturpris. Hon mottog även Norsk kulturråds ærespris 1994 och Brageprisets hederspris 1995. Hennes brorsdotter Ingrid Schulerud är gift med Jens Stoltenberg.
Vestly avled 2008 på det ålderdomshem hon bott på sedan 2006.